# 顺势疗法稀释
在顺势疗法中，顺势疗法稀释（专业人士称之为"dynamisation"或"potentisation"，“激发”）是将物质用酒精或蒸馏水稀释然后剧烈摇动（被称为 "succussion"）的过程。像石英和牡蛎壳这样不溶性的物质通过乳糖研磨稀释。顺势疗法的创始人，山姆·赫尼曼（1755~1843）认为，这种稀释的过程能激发物质的"灵力"，连续稀释增加了药剂的"效力"，然而有些顺势疗师不赞同这一说法。
这个理论是伪科学的，因为在经常被使用的稀释倍数中，原始物质的分子不可能会有剩余。

## 强度等级
顺势疗法使用了数个强度等级。 赫尼曼发明出“百分位等级”或称“C等级”，每个等级单位代表将某物质稀释一百倍。赫尼曼在他一生的大部分都喜爱百分位等级。 2C稀释需要将物质稀释一百倍，然后将该稀释溶液中的一部分再次稀释一百倍，最终将原始物质稀释为原来的10000分之一。
6C稀释重复“C等级”过程六次，最终将原始材料稀释为原来的100^−6=10^−12。更高的稀释液遵循相同的模式。 在顺势疗法中，稀释倍数更高的溶液被描述为具有更好的“效力”，并且有更强和更深层次的作用。最终产品往往被稀释到和溶剂（蒸馏水，乳糖或酒精）毫无区别。
也有持续流动的稀释方式，被称为MFC。
赫尼曼提倡于大部分情况下使用30C稀释强度（即稀释度达10^60）。在赫尼曼的时代，疗剂能无限稀释是不无道理的假设，因原子或分子，化学物质的最小单位的概念才刚现世。现在我们能说明稀释浓度超过12C后，溶液除溶剂外基本上不存在任何分子。

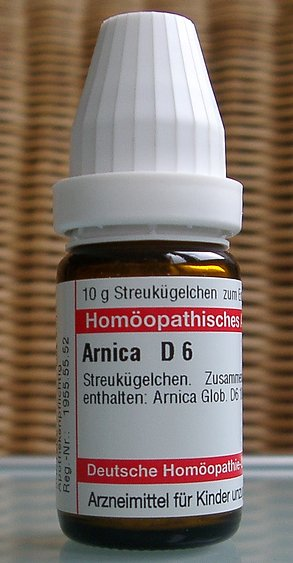
这瓶药剂含有D6级的山金車，即此溶液的稀释度为百万分之一(10-6)。

一些顺势疗师发明了十分位等级（D或X），将物质稀释为原始体积的十倍。 因此，相同数值时，D或X等级的稀释程度是C等级的一半。例如，“12X”与“6C”稀释程度相同。 赫尼曼从来没有使用此等级，但在19世纪末非常受欢迎，如今在欧洲仍是这样。 这种强度等级似乎是由美国顺势疗师康斯坦丁·赫廷在二十世纪三十年代发明的。 在赫尼曼生命的最后十年中，他还发明了一种五分位等级（Q）或LM等级，将原始物质稀释为原来的50000分之一。数值相同时Q等级的稀释程度大约是C等级的2.35倍。 例如，“20Q”的制剂具有与“47C”大致相同的浓度。
大于或等于1000C的稀释程度通常用罗马数字M表示，并省略百分位等级“C”(因为所有高倍稀释都是按百分位等级稀释)：1M=1,000C；10M=10,000C；CM=100,000C；LM（本应代表50,000C）通常不使用，因为与LM等级（Q等级）混淆。
下表比较X和C等级，并以相同的稀释程度排列。然而，顺势疗法对其原理的理解不是稀释，而是"potentisation"（激发），因此不能假定不同的等级可以按稀释程度相同来等同。
| X等级                                                 | C等级 | 稀释比例 | 附加 |
| ----------------------------------------------------- | ----- | -------- | --- |
| 1X                                                    | ―     | 1:10     | 被认为是低效力 |
| 2X                                                    | 1C    | 1:100    | 相对1X有更高的效力 |
| 6X                                                    | 3C    | 10-6     | |
| 8X                                                    | 4C    | 10-8     | |
| 12X                                                   | 6C    | 10-12    | |
| 24X                                                   | 12C   | 10-24    | 如果使用1mol的原始物质，则含有一分子原始物质的概率为60％。                                                             |
| 26X                                                   | 13C   | 10-26    | 如果使用纯水作为稀释剂，则原始溶液中的分子不会残留在水中 。                                                            |
| 60X                                                   | 30C   | 10-60    | 赫尼曼在大多数时候提倡的稀释倍数：平均来说，这需要向60亿人每秒提供20亿剂药剂40亿年，以便让所有患者获得一分子原始物质。 |
| 400X                                                  | 200C  | 10-400   | 因流感药歐斯洛可舒能闻名                                                                                               |
| 注："X等级"也被称为"D等级"。 1X=1D，2X=2D，以此类推。 |       |          | |

## 稀释
連續稀釋结果是，在每次稀释步骤后，每升溶液中原始物质的分子数量变得更少。 最终，在一升稀释液中找到原始物质的一分子的可能性不复存在。

### 分子上的限制
如果从1mol/L的某物质溶液开始稀释，在稀释倍数超过1×1024 （24X或12C）时，每升溶液中的平均分子数会少于一个，因为：
6.02×1023/1×1024 =0.6分子每升
超过此极限（相当于约12C）的顺势疗法稀释液不太可能含有原始物质的一个分子，更低的稀释程度不可能含达到可检测量的原始物质。ISO3696（分析实验用所的水的规范）规定亿分之一的纯度，或1×10-8——这样的水不能被保存在玻璃或塑料容器中，因为它们会将杂质渗入水中，玻璃仪器使用之前必须用氢氟酸洗涤。亿分之一相当于顺势疗法稀释中的4C。

### 类比
顺势疗法的反对者和支持者常常试图通过类比来证明顺势疗法所涉及的稀释。 高稀释倍数通常被认为是顺势疗法中最有争议和不可信的方面。
一个受欢迎的用于治疗流感的顺势药剂是200C稀释的鸭肝脏，销售名称为歐斯洛可舒能。 因为可观测的宇宙只有大约1080个原子，以一个原子作溶质，整个宇宙作溶剂只能得到约40C的溶液。 欧斯洛可舒能因此需要10320 个宇宙来使最终稀释液中含有一个原子。
在普通顺势疗法制剂中使用的稀释液的另一个例子将顺势疗法稀释液和将治疗物质溶解在游泳池中进行比较。 在奥运会游泳池有1032 个水分子，如果这样一个池子里装满了15C的顺势疗法药剂，想要有63％的机会摄入至少一分子的原始物质，就需要吞下这样一个游泳池的1％，或大约25公吨的水。

## 提出的解释
顺势疗师认为，这种水保留原始材料的一些“基本属性”，因为每次稀释后制剂已经被震荡。 哈尼曼认为，对药剂的“激发”或震荡导致物质“灵气般的治疗力”被释放。 虽然顺势疗法的药剂往往被高倍稀释，顺势疗师坚称这些药剂保留了这种“治疗力”。当代顺势疗法支持者提出了“水记忆”概念，称水能“记忆”被混合的物质，人摄入时其能传递这些物质的药效。 这根据目前人类对物质的了解，这一观点是不成立的，而且目前没有发现“水记忆”有任何可检测的生物学或其他方面作用。经常被用于支持“水记忆”的说法是：科学界目前还没有完全弄清水。 实实上，从理论和实验研究两方面来看，人类对液态水的结构和性质已经有很多认识，因为它在生物化学中十分重要，而且相对分子质量的简便性和氢键的量子力学性质使其在理论化学中常被作为研究材料。 实际水的“记忆”已被实验测量，并被证实时长约50飞秒，即0.00000000000005秒。 雅克·本维尼斯特进行的关于所谓的“水记忆”的一个有争议的研究声称，已经证明可以有效地让水“记忆”，科学界普遍认为这是伪科学。瑞士化学家路易斯·雷于2003年发表的另一项研究声称，通过热释光测定，其发现氯化钠和氯化锂的顺势疗法稀释溶液与正常水具有非常不同的氢键结构。

## 关于稀释的争论
不是所有的顺势疗师都主张极度稀释。例如，许多早期的顺势疗师本来就是医生并且一般使用较低的稀释程度，例如3X或6X，很少超过12X；这样的稀释（"trituration"）在20世纪后期仍然受到威廉·海因里希·舒斯勒的12种生物化学组织盐的倡导者的支持。低浓度和较高稀释度之间的分裂遵循意识形态线。 支持低稀释度的人强调病理学和顺势疗法与传统医学的紧密联系，支持高稀释度的人则强调“治疗力”、精神和疾病的靈性解释。部分低稀释度和高稀释度的产品仍在销售，但与其同类一样，它们还没有被最终证明具有超出安慰剂效应的效果。